# Hypothèses de localisation de l'Atlantide
 (mars 2021).
La mise en forme du texte ne suit pas les recommandations de Wikipédia : il faut le « wikifier ».
Les points d'amélioration suivants sont les cas les plus fréquents. Le détail des points à revoir est peut-être précisé sur la page de discussion.
- Les titres sont pré-formatés par le logiciel. Ils ne sont ni en capitales, ni en gras.
- Le texte ne doit pas être écrit en capitales (les noms de famille non plus), ni en gras, ni en italique, ni en « petit »…
- Le gras n'est utilisé que pour surligner le titre de l'article dans l'introduction, une seule fois.
- L'italique est rarement utilisé : mots en langue étrangère, titres d'œuvres, noms de bateaux, etc.
- Les citations ne sont pas en italique mais en corps de texte normal. Elles sont entourées par des guillemets français : « et ».
- Les listes à puces sont à éviter, des paragraphes rédigés étant largement préférés. Les tableaux sont à réserver à la présentation de données structurées (résultats, etc.).
- Les appels de note de bas de page (petits chiffres en exposant, introduits par l'outil «  Source ») sont à placer entre la fin de phrase et le point final[comme ça].
- Les liens internes (vers d'autres articles de Wikipédia) sont à choisir avec parcimonie. Créez des liens vers des articles approfondissant le sujet. Les termes génériques sans rapport avec le sujet sont à éviter, ainsi que les répétitions de liens vers un même terme.
- Les liens externes sont à placer uniquement dans une section « Liens externes », à la fin de l'article. Ces liens sont à choisir avec parcimonie suivant les règles définies. Si un lien sert de source à l'article, son insertion dans le texte est à faire par les notes de bas de page.
- La présentation des références doit suivre les conventions bibliographiques. Il est recommandé d'utiliser les modèles {{Ouvrage}}, {{Chapitre}}, {{Article}}, {{Lien web}} et/ou {{Bibliographie}}. Le mode d'édition visuel peut mettre en forme automatiquement les références.
- Insérer une infobox (cadre d'informations à droite) n'est pas obligatoire pour parachever la mise en page.

Pour une aide détaillée, merci de consulter Aide:Wikification.
Si vous pensez que ces points ont été résolus, vous pouvez retirer ce bandeau et améliorer la mise en forme d'un autre article.

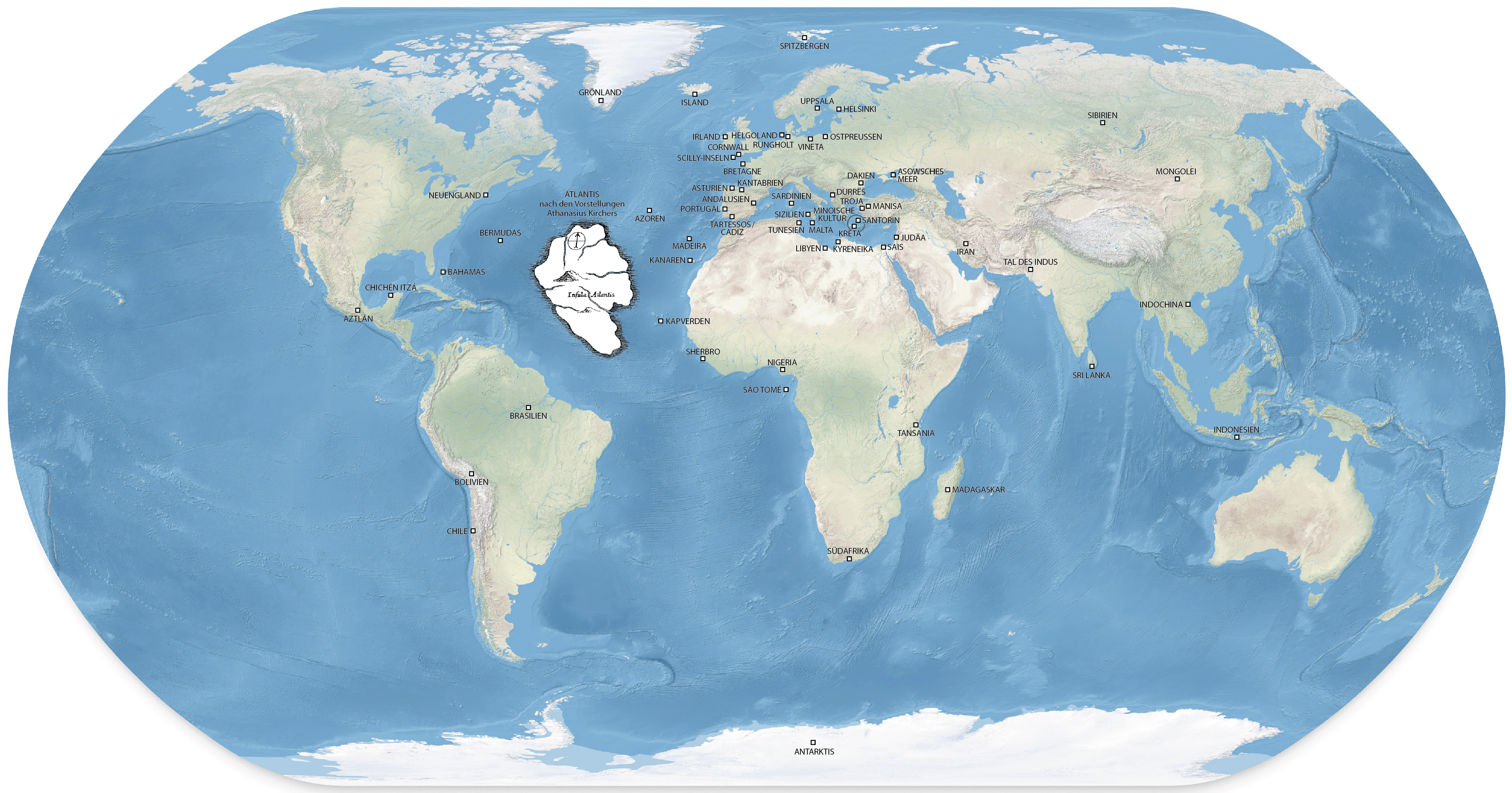
Une localisation supposée de l'Atlantide.

Depuis le début de l'époque moderne, les hypothèses de localisation de l'Atlantide sont le fait de nombreux chercheurs, explorateurs, savants, scientifiques et érudits qui considèrent que les récits de Platon concernant l'Atlantide se rapportent à des faits réels, en supposant une déformation plus ou moins grande de ces faits par l'auteur grec. Ce postulat a donné lieu à beaucoup d'interprétations et d'innombrables tentatives de localisation sur le pourtour méditerranéen, l'Atlantique nord, voire même au delà. Certaines ont amené la découverte de quelques ruines englouties, rien ne suggérant cependant leur appartenance à une civilisation autre que celles déjà connues dans le bassin méditerranéen ou ailleurs.
Au début du XXIe siècle, les pistes scientifiquement étudiées et détaillées ci-dessous n'apportent toujours pas de réponse à cette question.

## Méditerranée de l'Est

### Hypothèse Santorin
L'hypothèse de l'éruption minoenne du volcan de Santorin reste l'hypothèse la plus plausible comme origine du mythe de l'Atlantide selon de nombreux spécialistes depuis les années 1960, mais ne fait pas consensus,.

### Au large de l'Île de Chypre
En novembre 2004, une équipe conduite par Robert Sarmast affirme avoir découvert sur un petit plateau sous-marin au large de Chypre, par 1 500 m de fond, deux longs murs droits de « 2 km de long » chacun. Depuis, il a réuni les fonds nécessaires pour effectuer les fouilles. Il en a sorti une gigantesque stèle ornée d'inscriptions probablement religieuses, ainsi que certains objets de valeur laissant entendre que le site n'a jamais été pillé, et que c'est donc bien un cataclysme qui a fait sombrer la cité. Le site se situant entre deux plaques tectoniques, c'est un tremblement de terre suivi d'un glissement de terrain qui serait à l'origine de la catastrophe, qui n'est pas encore datée. Les deux murs seraient les restes d'un temple.
Les « découvertes » de Robert Sarmast n'ont pas reçu de confirmation de la part de la communauté scientifique : aucun artefact humain ne semble avoir été réellement découvert et des géologues professionnels ont fortement critiqué les interprétations de relevés de sonar marin qu'il a présentées : son Atlantide ne serait qu'un volcan sous-marin âgé de 100 000 ans.
Une seconde expédition menée par Sarmast et effectuée en septembre 2006 a révélé que les deux « murs » avaient en réalité une origine naturelle et n'avaient pas été construits par l'homme. Robert Sarmast reste cependant persuadé qu'ils y ont trouvé le site de la cité engloutie (il considère qu'une telle particularité géologique aurait favorisé l'installation de l'homme dans cette région). Leurs recherches sont actuellement en suspens, par manque de moyens technologiques pour sonder sur de larges surfaces la présence éventuelle d'objets créés par l'homme et enfouis sous le sol marin.

### Proche-Orient: Levant

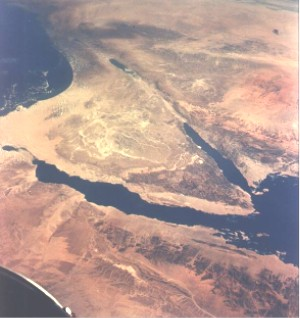
La péninsule de Sinaï et l'actuel Israël, Égypte et la Palestine.

Jaime Manuschevich allègue que le vrai endroit de la civilisation mythique est le territoire qui correspond aujourd'hui à la Palestine et au Sinaï et que cette région était une île dans la vallée du Grand Rift, entourée par la vallée de Jezreel sur le nord, la mer Morte et la mer Rouge sur l'est et le golfe de Suez et la mer Méditerranée sur l'ouest jusqu'en 5600 av. J.-C..
En outre, Manuschevich propose que la civilisation atlante corresponde au peuple natoufien, le premier peuple sédentaire, dont le centre principal politique et portuaire était Jéricho.

## À l'est de la Méditerranée

### En mer Noire
L'hypothèse d'un brusque déversement de la Méditerranée dans la mer Noire a entraîné l'idée d'une localisation de l'Atlantide au bord de la mer Noire, à une époque où celle-ci n'aurait été qu'un immense lac d'eau douce ayant une altitude inférieure à son niveau actuel : l'Atlantide aurait été détruite par la brusque montée des eaux. Cette hypothèse est actuellement défendue par le professeur Siegfried G. Schoppe et Christian M. Schoppe. Selon eux c'est en 5500 av. J.-C. que l'Atlantide aurait été submergée. MM. Schoppe ne sont toutefois ni historiens de l'Antiquité, ni archéologues, ni géologues. Leur hypothèse n'a à ce jour reçu aucune confirmation archéologique.
C'est à la suite des travaux menés par les géologues américains William Ryan et Walter Pitman du Lamont-Doherty Earth Observatory de New York en 1999 et par le Français G. Lericolais de l'IFREMER qu'a été avancée de manière scientifique l'idée que la Méditerranée a rempli la mer Noire qui était auparavant un lac d'eau douce. Un abysse profond marque effectivement le point de rupture qui dut constituer, selon l'hypothèse, à une certaine époque des chutes d'eau comparables aux plus grandes qu'on connait actuellement. Des études géologiques plus récentes récusent toutefois la notion d'un remplissage catastrophique de la mer Noire par l'eau de la Méditerranée. La question du remplissage catastrophique de la mer Noire n'est donc pas tranchée d'un point de vue scientifique et ne peut-être tenue pour prouvée ni pour bien datée, elle a été aussi interprétée comme l'événement à l'origine du Déluge.
L'auteur David Gibbins reprend cette hypothèse dans son roman d'aventures Atlantis. L'Atlantide serait une cité en avance sur son temps situé sur l'ancien littoral de la mer Noire. À la suite du déversement de la Méditerranée dans la mer Noire, les habitants auraient fui à travers le monde, et auraient participé au développement des premières civilisations.

### Dans la mer de Marmara
Une variante de l'hypothèse ci-dessus[réf. nécessaire] permet de situer l'île dans l'actuelle mer de Marmara : celle-ci a assez probablement été un lac d'eau douce, avant la connexion de la Méditerranéenne et de la mer Noire. Dans l'hypothèse d'une connexion de type catastrophique (épisode sismique par exemple), une île située dans la mer de Marmara a pu être très brutalement submergée, compte tenu de la faible taille du lac.

## Méditerranée de l'Ouest

### En Tunisie
L'archéologue allemand Albert Herrmann soutient en 1931 que la cité se trouve dans le sud de la Tunisie, dans la région des chotts.

### Hypothèse romanesque: dans le Sahara
Pierre Benoit choisit de placer l'action de son roman L'Atlantide dans le Sahara, en attribuant la destruction dont parle Platon à une émersion et non une immersion. Cette hypothèse audacieuse lui permet de conjuguer le vif intérêt du public français pour l'Afrique du Nord à cette époque où les voyages intercontinentaux n'étaient accessibles qu'à une infime minorité et la puissance du mythe. Le choc causé par la découverte de la réalité sur la reine Antinéa (fille en fait d'un prince russe et d'une demi-mondaine) n'en est que plus fort.

### En Sardaigne
« Au-delà de Charybde et Scylla », c'est l'hypothèse du journaliste Sergio Frau du quotidien italien La Repubblica, publiée en 2003 dans son ouvrage Le colonne d'Ercole-Un'inchiesta. Sergio Frau a fondé une partie de son enquête sur la question de la localisation des colonnes d'Hercule. Si le plus grand nombre des sources les situe au détroit de Gibraltar, il existe un certain nombre de contradictions dans la littérature antique conservée à ce sujet. Selon Frau ces contradictions correspondraient à une évolution chronologique de la localisation du lieu mythique des colonnes d'Hercule, évolution qui aurait suivi la progression des connaissances géographiques des grecs, repoussant leur localisation vers l'Occident. Selon Frau, avant l'époque hellénistique les colonnes d'Hercule auraient été situées à la séparation du bassin oriental et du bassin occidental de la Méditerranée. Située au-delà des colonnes, l'Atlantide serait donc à chercher dans le bassin occidental de la Méditerranée. Frau considère également que la Sardaigne correspond pour la forme et les dimensions à celles de l'île du récit de Platon. Si les hypothèses de Frau ont été reçues avec grand intérêt par certains historiens elles ont été aussi nettement repoussées par d'autres comme Pierre Vidal-Naquet. Les contradictions des diverses sources antiques sur la localisation des divers lieux du mythe d'Héraclès sont par ailleurs couramment interprétées autrement et l'on a pu soutenir qu'Homère comme Hésiode situaient bien les colonnes d'Hercule au détroit de Gibraltar.
En 2021, l'écrivain et chercheur sarde Luigi Usai a émis l'hypothèse, que l'île mythique de l'Atlantide n'était autre que le bloc sarde-corse et la plaque continentale associée submergée lors des différentes "pulsations d'eau de fonte". La plaine d'Atlantide serait donc largement submergée le long des côtes actuelles de la Sardaigne et de la Corse. Au centre de la plaine d'Atlantide et de l'actuelle plaine de Campidano, il y aurait ce qui était la capitale de l'Atlantide, également connue sous le nom d'Atlantide, et qui partait d'une colline près du petit village de Santadi, formant des cercles concentriques de terre et de mer. Il est encore possible de constater comment, à partir de Santadi, l'ensemble du plan urbain se développe en cercles concentriques. Il existe également une vaste toponymie liée au mythe de l'Atlantide. En fait, comme le souligne Usai, à côté de Santadi, il existe de nombreuses localités dont le nom rappelle les sources d'eau chaude et froide créées par Poséidon, qui selon Usai était un homme simple, probablement un roi, et non un Dieu. En fait, même aujourd'hui, il existe des fractions de villages appelés  Acquacadda,, (eau chaude), S'acqua callenti de basciu (eau chaude en dessous) et S'Acqua Callenti de Susu (eau chaude en haut). Dans la ville voisine de Siliqua, également située dans la province de Cagliari, le Castello d'Acquafredda de Siliqua existe toujours. En outre, rapporte Usai, les tridents de Poséidon ont été trouvés, gravés dans les roches néolithiques et paléolithiques trouvées près de la ville de Laconi,, en Sardaigne.

## Océan Atlantique

### À Gibraltar
D'autres, se référant toujours aux indications de Platon, ont recherché une île située au-delà des colonnes d'Hercule, engloutie par la remontée des eaux à la fin de la dernière glaciation.
J. Collina-Girard, géologue et préhistorien à l'université de Provence (Aix-Marseille 1), a relevé un haut-fond immergé à l'ouest du détroit de Gibraltar (Banc Spartel ou Majuan). Ce haut-fond « formait une île de 10 à 12 kilomètres, avec des îlots satellites, au milieu d'une passe étroite s'ouvrant à l'ouest sur une mer intérieure ». L'histoire de l'Atlantide aurait été forgée de toutes pièces par Platon à partir d'une tradition orale de la fin du paléolithique. Celle-ci aurait transmis aux Égyptiens le souvenir de l'île qui se trouvait à la sortie du Détroit de Gibraltar à la fin de la dernière glaciation. En aucun cas cette hypothèse n'ajoute foi à la société décrite par Platon, présentée, par lui-même, comme la transposition de son utopie philosophique dans une histoire orale authentique. Ce qui reste de cette île engloutie entre −55 mètres et −135 mètres, le « Banc Spartel » (cartes françaises) ou « Banc Majuan » (cartes espagnoles) se trouve à la sortie ouest du détroit de Gibraltar, là où le philosophe place la disparition de l'Atlantide. Le banc Spartel a été submergé à la fin du paléolithique, en 9000 av. J.-C., au moment d'une remontée eustatique accélérée (3–4 m par siècle). C'est la date indiquée par Platon. L'hypothèse d'un engloutissement progressif par la remontée du niveau marin avancée par J. Collina-Girard en 2003 a été remis dans un contexte d'un évènement catastrophique (l'effet d'un grand séisme et tsunami) par le géologue Marc-André Gutscher. Une « Atlantide géologique » existerait donc devant le détroit de Gibraltar : le lieu, la géographie et la date de sa submersion coïncident bien avec ceux de l'Atlantide mythique, coïncidence qui amène à s'interroger sur la validité partielle des mythes et sur la transmission orale à long terme chez les chasseurs cueilleurs. À la suite de la conférence de Milos, où certains participants soutenaient encore la réalité de l'utopie philosophique de Platon, Marc-André Gutscher n'est pas revenu sur ses observations géologiques mais a simplement remarqué qu'elles n'étaient pas compatibles avec une histoire qui se serait passée à l'âge du Bronze.
Les autres spéculations concernant une Atlantide située à la sortie du détroit de Gibraltar, sont le prolongement de théories d'avant-guerre concernant le site de Tartessos sur les côtes du Golfe de Cadix, supposé être un port ensablé.
Une autre hypothèse situe la cité entre Gadir (Cadix, Andalousie) et l'Atlas marocain. Cette théorie a été publiée dans un magazine ésotérique sous la forme d'une interview de son auteur, Georgeos Diaz-Montexano. Cette théorie est unanimement rejetée par la communauté scientifique. Les spéculations de Georgeos Diaz-Montexano sont basées sur des traductions très personnelles des textes de Platon, le Timée et le Critias. Comme d'autres avant lui, il met l'accent sur des erreurs de traduction et d'interprétation de certains mots. Selon lui, ces erreurs ont été la cause principale du fait qu'experts et scientifiques ont douté de l'historicité de l'Atlantide à cet endroit. En 2003, l'auteur y a dirigé une expédition et a déclaré en avoir apporté les résultats à l'UNESCO. Il s'agirait de ruines de pans de murs, cyclopéens sans doute, et de creusets servant à la fonte des métaux. La plupart de ces pièces archéologiques ont été trouvées entre −10 et −40 mètres de profondeur, à l'endroit même où, selon sa traduction, se trouvait l'île d'Atlantide.

### Andalousie et Péninsule ibérique
Une des hypothèses les plus crédibles, sans contredire la géologie la plus élémentaire ni convoquer les extraterrestres, est peut-être celle proposée par Stavros Papamarinopoulous, professeur de géophysique à l'université de Patras en Grèce : nêsos pouvant, selon ce bon connaisseur de la langue de ses ancêtres, signifier aussi bien une île qu'une presqu'île ou une péninsule ; une telle nêsos située juste au débouché (pro tou stomatos) des Colonnes d'Hercule (détroit de Gibraltar), comme l'indique le texte original grec de Platon, ne peut être que la Péninsule ibérique ; et la « grande plaine », celle du Guadalquivir en Andalousie, dont il apparaît, en outre, que les dimensions correspondent également à la description faite par le philosophe.
Cette région fut effectivement, dès le Chalcolithique, le siège d'une civilisation assez avancée pour l'époque (on peut notamment citer Los Millares, longtemps considérée comme la « première ville d'Europe », mais le site découvert plus récemment à Marroquies Bajos près de Jaén serait encore d'une toute autre dimension, sans oublier le vaste complexe mégalithique de Valencina - plus de 400 ha - aux portes de Séville) ; le Bronze ancien n'étant pas en reste avec la surprenante civilisation d'El Argar par exemple ; ce qui aurait pu laisser dans les mémoires, jusqu'à l'époque de Solon et de ses contemporains égyptiens, un souvenir finissant par former cette légende.
Dans l'Antiquité classique, d'autre part, une grande partie de ce qui est aujourd'hui le cours inférieur du Guadalquivir et son delta connu sous le nom de Doñana étaient occupés par un golfe s'enfonçant profondément dans les terres, appelé par les Romains le Lacus Ligustinus. Ce Lacus aurait pu être de nature à correspondre à la description de Platon, d'eaux « boueuses » et « peu profondes » occupant l'emplacement de l'ancienne cité mythique.
Resterait à déterminer quelle a pu bien être la guerre opposant cette civilisation à la fois aux Grecs de l'époque (Mycéniens) et à l’Égypte ; le plus probable étant qu'en l'occurrence, il s'agisse là d'une fusion légendaire de conflits concernant plutôt des avant-postes/héritiers de celle-ci en Méditerranée orientale : Crète minoenne (dont une étude génétique de 2013 a révélé de surprenantes affinités génétiques des ossements avec ceux d'individus de l'Âge du Bronze de Sardaigne, ou encore de la Péninsule ibérique, ainsi que du Néolithique du Midi de la France, plus que d'Anatolie...), Hyksôs (que le consensus historien tend à considérer proche-orientaux, mais dont les liens avec la Crète sont également bien avérés), ou encore Peuples de la Mer, hypothèse préférée par beaucoup, dont Papamarinopoulos.

### En Mauritanie, Structure de Richat

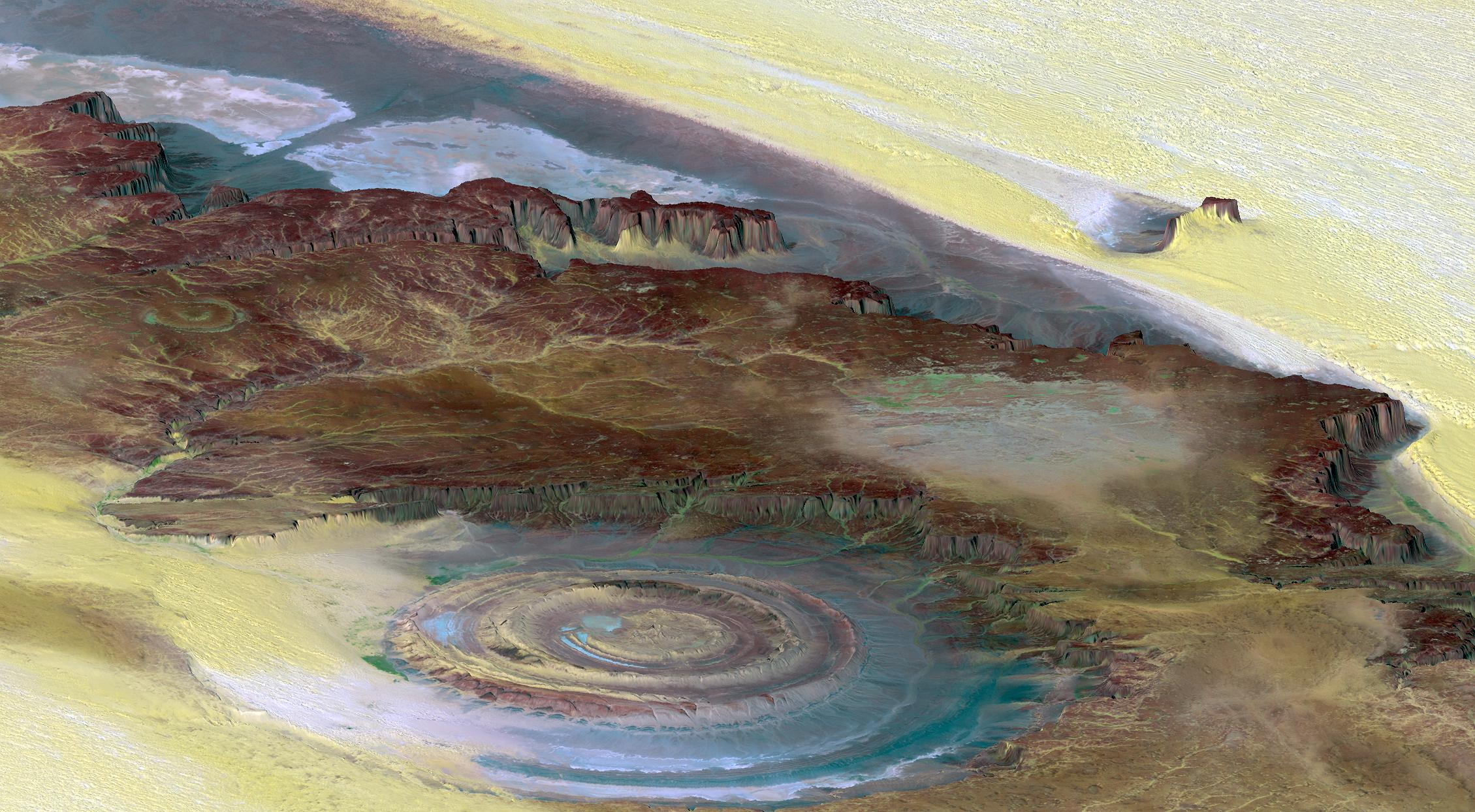
Structure de Richat, Mauritanie.

La Structure de Richat en Mauritanie a également été proposée comme le site de l'Atlantide. Cette structure est généralement considérée comme une structure domale profondément érodée recouvrant une intrusion ignée alcaline encore enfouie. À partir de 1974, des artefacts préhistoriques de la région ont été cartographiés, révélant une absence d'outils en pierre préhistoriques du Paléolithique ou du Néolithique dans les dépressions les plus profondes de la structure. Aucun dépôt de déchets reconnaissable ni de structures construites par l'homme n'ont été trouvés dans la région, concluant ainsi que la zone était utilisée uniquement pour la chasse à court terme et la fabrication d'outils en pierre pendant la préhistoire,.

### Dans l'océan Atlantique
Un certain nombre d'hypothèses ont été avancées plaçant l'Atlantide dans l'actuel océan Atlantique.
Des phénomènes géophysiques tels les transgressions marines et la fonte des inlandsis ont changé la géographie de l'océan Atlantique à la fin de l'ère glaciaire. Il est assez probable qu'en longeant les glaces par cabotage, on pouvait passer de l'Europe à l'Amérique et que le détroit de Béring, la « Béringie », ne fut pas le seul passage de peuplement de ce continent.[réf. nécessaire]
Paula Baker Sten prétend avoir relevé certaines affinités linguistiques entre le basque et l'algonquin en Amérique du Nord qui s'expliquerait par un contact entre la civilisation européenne du solutréen et les populations américaines antérieures à la civilisation dite Clovis. Le basque, à cause de son système verbal extrêmement original, non indo-européen, a fait l'objet de nombreuses conjectures, parfois des plus fantaisistes. Certaines formes de la flexion verbale dites « absolutives » le font notamment ressembler au géorgien, langue du Caucase. De sorte que l'on invoque parfois une hypothétique famille euscaro-caucasienne. En tout état de cause l'hypothèse de Paula Baker Sten n'a pas fait l'objet d'une réception positive et forte de la part des linguistes et scientifiques.
Le polytechnicien Jean Deruelle dans son livre L'Atlantide des mégalithes a avancé que l'Atlantide ne devait pas être une civilisation différente de la civilisation mégalithique dont on trouve les traces datant de la même époque en Méditerranée. Cette hypothèse ne correspond pas aux analyses actuellement reçues par les historiens et archéologues spécialistes du mégalithisme, elle n'a pas fait l'objet de publications scientifiques et n'a pas reçu de reconnaissance de la part de la communauté des historiens et archéologues.
Dans les années 1920 et 1930 le journaliste et occultiste Lewis Spence (en) consacra de nombreux livres à l'Atlantide où il tentait de démontrer qu'une civilisation assez homogène aurait pu se développer sur les côtes de l'Europe, de la façade Est des États-Unis et du Canada, du Groenland, en quelque sorte sur le pourtour d'un grand lac intérieur, plus ou moins fermé au sud par les archipels des Canaries et des Açores, davantage émergés qu'aujourd'hui, à la fin du paléolithique. Aucune de ses hypothèses ne fut publiée dans un cadre scientifique, et elles essuyèrent au contraire de sévères critiques relevant leur biais et leur faiblesses sans jamais trouver de validation. Ses ouvrages sont encore régulièrement réédités.
Jules Verne, dans son roman Vingt mille lieues sous les mers, fait émettre par son héros le capitaine Nemo l'hypothèse selon laquelle l'Atlantide se serait trouvée dans l'océan Atlantique. Elle aurait disparu lors d'une éruption volcanique. Ses plus hauts points émergeraient encore comme Madère, les Açores, les îles Canaries ou les îles du Cap-Vert. Edgar P. Jacobs choisit aussi, dans sa bande dessinée L'Énigme de l'Atlantide de faire des Açores une partie restée émergée de la grande île disparue.
Le romancier belge Henri Vernes, dans le 14e épisode de la série de romans Bob Morane, Opération Atlantide (chapitre V), situait plutôt l'île disparue dans la mer des Sargasses, « à mi-distance environ entre les îles Bahamas et les îles Bermudes ».
Entre 1939 et 1940, le médium américain Edgar Cayce, dans une prédiction très détaillée, affirme que des vestiges de l'Atlantide seront trouvés en 1968 ou en 1969 devant les côtes des îles Bimini.
Le 15 novembre 2018, le DailyMail rapporte l'affirmation de la société d'imagerie satellite Merlin Burrows selon laquelle Atlantis serait située sous les marécages du Parc national de Doñana en Espagne, à l'ouest de Séville et le long de la côte atlantique. Tim Hakers, directeur des recherches chez Merlin Burrows, affirme par ailleurs pouvoir situer les murs de la ville, dont les dimensions correspondraient parfaitement aux descriptions faites par Platon. Il apporte également des détails troublants tels qu'une patine recouvrant les murs correspondant également aux descriptions de la cité perdue. Selon Tim Hakers toujours, des analyses menées en laboratoire permettraient de confirmer que « les ruines découvertes sont plus anciennes que les Romains ou les Grecs, mais aussi plus avancées ».

### Nord de l'Espagne
Selon l'écrivain espagnol Jorge Maria-Ribero Meneses, l'Atlantide se serait trouvé au nord de l'Espagne. Il affirme que l'île/l'archipel Atlantis est le plateau sous-marin internationalement connu comme « Le Danois Bank » et localement comme « Le Cachucho », avec un écart allant jusqu'à 4 500 mètres, à sa face nord. Il est situé à 25 kilomètres de la plate-forme continentale et à environ 60 km au large de la côte des Asturies, entre Ribadesella et Lastres, avec une dimension semblable à l'île de Ibiza. Son sommet est à 425 mètres sous l'eau. Selon Ribero Meneses ce plateau aurait fait partie de la croûte continentale avant de se rompre il y a quelque 12 000 ans, à la suite de causes tectoniques liées à la dernière ère glaciaire, provoquant un tsunami avec des vagues de plusieurs centaines de mètres. Cette hypothèse n'a pas fait l'objet de publication scientifique et ne correspond pas aux connaissances actuelles quant à la géologie du plateau continental. Toujours selon Ribero Meneses les rares survivants ont dû commencer à partir de presque rien. Selon Ribero Meneses, la langue basque serait à l'origine de toutes les langues et l'espèce humaine actuelle trouverait son origine dans la région cantabrique, aucune de ces hypothèses n'a non plus fait l'objet de véritable publication scientifique ni reçu l'assentiment des spécialistes.

## Europe du Nord

### En mer du Nord
Selon les théories émises par Jürgen SpanuthGerald Albrecq d'abord, puis par Jean Deruelle, Sylvain Tristan et Roger Mermet ensuite, il se serait agi d'un gigantesque polder dont les digues auraient été le point de départ d'une civilisation mégalithique en mer du Nord, au large de la Hollande, et dont les îles de la Frise et particulièrement celle d'Heligoland constitueraient ce qu'il reste de son territoire, contreforts servant de digues naturelles. Historiquement, le Doggerland dont le banc de sable du Dogger Bank forme aujourd'hui les restes d'un engloutissement causé par un mégatsunami lors de l'effondrement de Storegga rassemble vraisemblablement les principaux éléments de cette théorie.

### Au-delà de l’Irlande
Georges Poisson, après la seconde guerre mondiale, a publié L'Atlantide devant la science cherchant à montrer que la situation géographique et géologique du plateau du Rockall pourrait être une possibilité de lieu d'ancienne habitation des anciens Atlantes. Poisson rappelle d'abord les travaux du géologue Pierre Termier qui avaient révélé que lors de la pose d'un câble sous-marin entre Brest et Cap Cod en 1898, un grappin avait rencontré au nord des Açores deux esquilles minérales en lave vitreuse n'ayant pu se consolider que sous pression atmosphérique. Selon Poisson, une île au large des Açores se serait effondrée entre 18 500 et 6 500 avant notre ère. Puis Georges Poisson s'intéresse aux chaînes sous-marines transversales de l'Atlantique, notamment au large de l'Irlande, reprenant la « théorie des ponts » des géologues : ces chaînes seraient des débris de bandes de terre reliant l'Europe à l'Amérique et qui se seraient effondrées au quaternaire.
En 2001, le chimiste russe N. Zhirov examina la géologie, la climatologie et l'océanographie, et démontra dans son livre qu'un archipel a existé partant du plateau du Rockall jusqu'aux îles Féröés, sachant que la mer était 130 mètres plus bas au temps paléolithique supérieur, il y a plus de 12 000 ans.
À la suite de la théorie précédente en mer du Nord, l'hypothèse que le Gulf Stream aurait joué le rôle de catalyseur de vie dans l'Atlantique Nord, précisément au plateau du Rockall aujourd'hui submergé, a été émise.
La région du Rockall posséderait les mêmes caractéristiques que la « plaine de Platon ». En effet, Platon insiste beaucoup sur la description géographique de la plaine rectangulaire de l'Atlantide, mesurant 3 000 stades par 2 000 (environ 600 km × 400 km). Dans ce cas, cette localisation correspondrait également à celle de l'île mythique d'Avalon dont le souvenir est conservé par la tradition celtique.[réf. nécessaire]

## En Amérique

### Les Phéniciens
À la suite de l'identification de la civilisation phénicienne, d'aucuns ont voulu voir ce monde légendaire qu'est l'Atlantide en Amérique latine. En 1889 par exemple, le vicomte Onfroy de Thoron publia un essai de 142 pages intitulé Les Phéniciens dans l'île de Haïti et sur le continent Américain. Les vaisseaux de Hiram et de Salomon sur un fleuve de l'Amazonie. Ces hypothèses demeurent cependant infondées et fantasmagoriques… et l'on sait désormais que les prétendues preuves d'une présence phénicienne en Amérique sont des faux élaborés à la fin du dix-neuvième siècle.

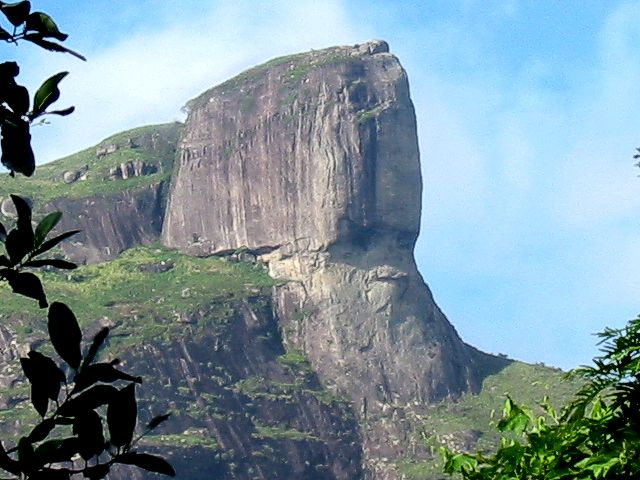
Le prétendu visage énigmatique de Pedra da Gavea, Rio de Janeiro.

Ainsi, le sommet de la montagne de Pedra da Gavea surplombant la ville de Rio de Janeiro a été interprété comme une gigantesque sculpture semblant représenter un visage européen et barbu et l'on a voulu en faire une énigme archéologique. Ce qui serait une immense tête est visible à des kilomètres à la ronde. Un Brésilien, Bernardo da Silva Ramos annonça dans les années 1920 qu'il y aurait découvert des inscriptions phéniciennes sur le côté de la falaise de Pedra da Gavea, qui se traduiraient ainsi : « Badezir, Phénicien de Tyr, fils aîné de JethBaal[réf. nécessaire] ». Badezir ou Badezor ou encore Baal-Ezer II en phénicien fut un roi de Tyr et régna vers 850 av. J.-C. Son père fut également roi de Tyr et de Sidon de 896 à 863 av. J.-C. sous le nom de JethBaal ou EthBaal ou encore Ithobaal Ier. Baal-Ezer II eut une sœur : Jézabel que leur père Ithobaal Ier maria au roi d'Israël Achab. Elle devint reine d'Israël. Ces découvertes prétendues n'ont pas fait l'objet de publications scientifiques et n'ont reçu aucune reconnaissance de la part de la communauté scientifique.

### Les Vikings
À partir du XVe siècle et la découverte des Amériques, les navigations phéniciennes en Atlantique ont alimenté la légende et le mythe. On s'est posé la question de savoir si les Phéniciens n'avaient pas été, avant Christophe Colomb (lui-même en découvrant le Nouveau Monde pense toucher l'Atlantide), les premiers à avoir traversé l'Atlantique et ce thème est périodiquement repris, donnant cours à diverses hypothèses. Mais s'il a été prouvé que des Vikings ont traversé l'Atlantique et posé le pied en Amérique à la fin du Xe siècle, ce n'est pas le cas pour les Phéniciens. Dans l'état actuel des connaissances historiques, les premiers Occidentaux à avoir abordé le continent américain sont des Scandinaves.

## Autres hypothèses

### Dans l’océan Indien
L'étude de Jacques Hébert parue en 2003 aux éditions Carnot sous le titre Atlantide, la solution oubliée (voir également Les Survivants de l'Atlantide dans le numéro 8 de la collection Les Dossiers des Grands Mystères de l'Histoire) soutient qu'elle fut engloutie non pas à l'ouest dans l'océan Atlantique mais au large de la Somalie dont Socotra, une île du Yémen à l'embouchure du golfe d'Aden, serait un des vestiges.

### En Asie du Sud-Est
L'auteur brésilien Arysio Nunes dos Santos situe l'Atlantide en Asie du Sud-Est, sur le plateau continental du Sunda, submergé d'eau à la fin de la glaciation de Würm.

### En Antarctique
Pour les auteurs canadiens Rand et Rose Flem-Ath, auteurs de When the Sky Fell (Quand le ciel tombait, 1995), l'Atlantide aurait été située en Antarctique. Leur conclusion repose autant sur la théorie de Hapgood touchant les déplacements de l'écorce terrestre que sur leurs propres découvertes et recoupements. Le documentaire Le Mythe du déluge présente cette théorie avec beaucoup de détails.
Ces deux chercheurs ont commencé leur travail après la constatation d'une similitude troublante. Si une civilisation aussi avancée que celle des Atlantes existait 10 000 ans av. J.-C., il est possible qu'elle ait prévu le cataclysme et que l'évacuation de la population ait été anticipée. Si tel n'a pas été le cas, il est néanmoins possible que certains survivants aient cherché refuge dans des terres épargnées par le raz-de-marée, en tout cas en altitude. Des sites comme le lac Titicaca, dans la cordillère des Andes, ainsi que les plateaux de Thaïlande et d'Éthiopie répondent à ce critère de sécurité. Or selon eux c'est dans ces régions qu'apparut l'agriculture, vers 9 600 ans avant notre ère.
La théorie de Charles Hapgood, soutenue à l'époque par Einstein, stipule que l'écorce terrestre qui repose sur un magma liquide peut se déplacer soudainement sur ce magma sous l'effet de forces, et ceci en complément de la théorie du mouvement des plaques continentales. Pour Rand et Rose Flem-Ath, la croûte terrestre aurait connu un déplacement soudain de l'ordre de 3 200 km, il y a environ 10 000 ans ; des terres habitables auraient glissé dans le cercle polaire et connu la glaciation. Comme toute la croûte terrestre aurait connu ce déplacement, cela permettrait d'expliquer d'autres phénomènes comme la disparition des mammouths, la congélation de la Sibérie et le dégel de l'Amérique du Nord. Cependant cette théorie, qui n'a pas su trouver d'observation la validant, n'est plus retenue par les géologues et climatologues.
Pour appuyer cette théorie, les deux chercheurs mettent en lumière toute une série de découvertes. La carte dessinée par Piri Reis en 1513, s'inspire elle-même de cartes antérieures, réalisées par des marins anonymes. L'Afrique, l'Amérique du Sud et une partie de l'Antarctique y figurent. La carte serait fiable au demi-degré près, une précision qui ne semblait pourtant guère possible avant 1735. La carte d'Oronteus Finaeus (1531) utiliserait également des sources plus anciennes. L'Antarctique fait apparaître le tracé de reliefs et de cours d'eau, ce qui laisse supposer que l'homme s'était rendu sur le continent austral et s'y était peut-être même établi, avant que la glace ne le recouvre. La découverte moderne du continent n'eut lieu que trois siècles plus tard, en 1820. Il faut cependant tenir compte du fait que l'existence d'un continent austral avait été supposée dès l'époque de la Grèce antique en vertu du principe de symétrie qui devait gouverner les lois de l'univers, conçu par les Grecs comme un cosmos harmonieux : la représentation d'un continent austral s'explique donc peut-être avant tout par les conceptions philosophiques et géographiques héritées des Grecs. Dès lors il n'est pas surprenant que l'on trouve parmi les très nombreuses cartes élaborées un tracé de reliefs correspondant, par coïncidence, aux reliefs réels. L'hypothèse d'une falsification tardive n'est pas non plus à rejeter, mais la datation au carbone 14 de W. Mc Crone confirme que la carte dessinée par Piri Reis en 1513 (support et encre) date bien du XVIe siècle.
Ces deux auteurs établissent aussi des liens entre la civilisation égyptienne et celles d'Amérique du Sud. Selon eux des statues découvertes en Amérique du Sud présentent une physionomie ne correspondant pas à celle des peuples précolombiens. De nombreuses similitudes existent entre les pyramides d'Égypte et celles des civilisations aztèque, olmèque, toltèque ou maya. Leur édification supposerait l'emploi de techniques si avancées sur leur temps qu’elles défieraient toute explication rationnelle. Le Sphinx serait bien plus ancien qu'on ne le pensait. En témoigneraient sur le site, les traces d'une érosion liée à des pluies diluviennes n'ayant pu survenir qu'il y a dix mille ans, ce qui irait à l'encontre de l'attribution des pyramides à la civilisation égyptienne, née en 4 000 seulement av. J.-C. Sa tête en forme de pharaon, qui serait trop petite par rapport aux proportions générales, aurait été resculptée à l'époque des pharaons.
Cette théorie est rejetée par la communauté scientifique. Les carottes glaciaires prélevées en Antarctique depuis les années 1960 (carotte Vostok, carotte Byrd nombreuses carottes du projet EPICA, en particulier celle du Dome C) attestent de manière incontestable de la glaciation complète du continent antarctique depuis des centaines de milliers d'années - depuis plus de quatre cycles glaciaires en fait - : toute hypothèse d'un brusque déplacement du continent antarctique est, au regard des connaissances géologiques et climatiques actuelles reconnues par la communauté scientifique comme un non-sens.